# Dogrib

La bandiera dei Dogrib

I Dogrib, chiamati anche Tlicho (Tłı̨chǫ), sono una tribù di Nativi americani stanziata in Canada. Vivono nei Territori del Nord-Ovest in Canada, vicino al Grande Lago degli Orsi e il Grande Lago degli Schiavi.

## Lingua
I Dogrib parlano la lingua tlicho (o dogrib), appartenente al gruppo delle lingue athabaska del nord della famiglia delle lingue na-dene.

## Storia
I Dogrib erano nemici delle tribù dei Cree, Chippeway e degli Yellowknife. I primi ad incontrarli furono i francesi nel 1744 ma i Dogrib evitarono il commercio con essi perché i francesi commerciavano già con i Cree. Nel 1933 Elizabet Mackenzie e Mary Siemens tradussero il Vangelo per i membri della tribù. Il 25 agosto 2003 i Dogrib firmarono un accordo con il Canada il quale assegna 39.000 kilometri quadrati alla tribù che così si organizza in un governo dipendente da quello del Canada.

## Demografia
Nel 1856 c'erano 927 individui, nel 1906 ce n'erano 1.150. Nel 1970 c'erano 1200 individui e nel 1990 c'erano 2.500 individui. Secondo il censimento del 2001 c'erano 3.548 individui divisi nelle riserve indiane di Dog Rib Rae, Dechi Laot'i, Gameti e Wha Ti.

## Sistema di governo
I Dogrib hanno un governo sviluppato che prende come modello il Governo degli Stati Uniti. Esso dipende direttamente dal Governo del Canada. Il Governo del Canada detiene il diritto penale, mentre l'assistenza sanitaria e l'istruzione sono gestiti a livello locale. Questo governo è iniziato il 25 agosto 2003 ed è stato adottato anche dagli Inuit. Questo permette al Canada di controllare meglio il Nord-Ovest canadese.

## Cultura
I Dogrib cacciavano caribù con lance e frecce e pescavano. Le tende sono generalmente di pelli, ma d'inverno sono rinforzate di corteccia. Le donne vestivano di pelli di caribù decorate con piume. Gli uomini vestivano di pellicce dotate di un cappuccio, come gli Inuit. Alcune persone importanti appartenenti a questa tribù sono: lo scrittore Richard Van Camp, autore di The Losser Blesser; e l'artista Giacomo Wedzin.